# Rich Moore
Rich Moore (nascido em 10 de Maio de 1963) é um diretor de animação e televisão, roteirista e dublador americano. Um parceiro criativo em ambas Rough Draft Studios e Walt Disney Animation Studios. Ele é mais conhecido por seu trabalho nos desenhos animados Os Simpsons, The Critic e Futurama, e por dirigir a animação da Disney, Wreck-It Ralph (2012) e co-diretor de Zootopia (2016). Ele venceu duas vezes o Emmy Award e o Annie Award, e tem uma nomeação ao Óscar.

## Prémios
Emmy Awards
- 1991 – Excelente Programa Animado (Programação em Menos De Uma Hora) para "Os Simpsons" ("Homer vs. Lisa e o 8º Mandamento")[1]
- 2002 – Excelente  Programa Animado (Programação em Menos De Uma Hora) para Futurama ("Roswell, Que Termina Bem")[2]

Annie Awards
- 2002 – direção em um desenho animado de Produção por Futurama ("Roswell, Que Termina Bem")[3]
- 2012 – Diretor em um longa animado para Wreck-It Ralph[4]
- 2016 - Pendentes: Direção de longa animado por Zootopia (Compartilhada com Byron Howard)

Prêmios da Academia
- 2012 – Nomeado: Melhor filme de Animação: Wreck-It Ralph[5]